# Othmaritz
Othmaritz ist heute eine Wüstung unweit der Henne bei Naumburg. Das Dorf befand sich im heutigen Spannergrund unweit von Schellsitz. Der slawisch bewohnte Ort wurde 1226 der Seelsorge der Kirche im benachbarten Schellsitz unterstellt. Spätestens im 14. Jahrhundert war Othmaritz wie andere slawische Siedlungen in dem Gebiet zur Wüstung geworden.